# Hancockia
Hancockia је род, из породице орхидеја Orchidaceae. Овај род има само једну врсту Hancockia uniflora, преклом из источне Азије (Јапан, укључујући Рјукју острва, Вијетнам, Јунан, Тајван)